# Rhionaeschna multicolor
Rhionaeschna multicolor là loài chuồn chuồn trong họ Aeshnidae. Loài này được Hagen mô tả khoa học đầu tiên năm 1861.
Đây là loài chuồn chuồn phổ biến ở tây Hoa Kỳ thường thấy ở thảo nguyên cây bụi xô thơm của đồng bằng sông Snake, ở phía đông đến Midwest từ trung bộ Canada và Dakotas phía nam đến tây Texas và Oklahoma. Tại Trung Mỹ nó hiện diện ở phía nam đến Panama. Chúng sinh sống gần hồ, đầm lầy tại khu vực có độ cao thấp.

## Hình ảnh

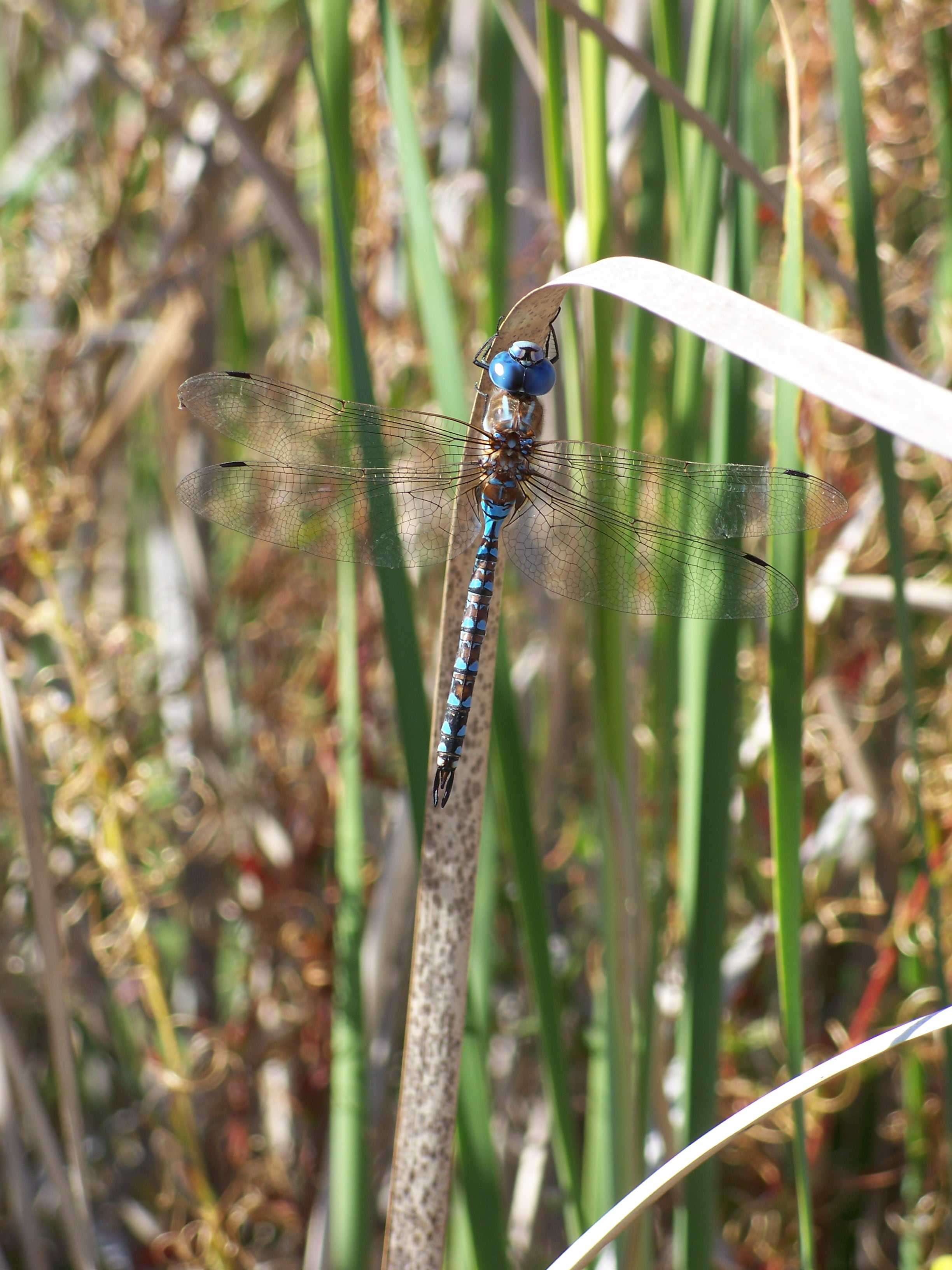
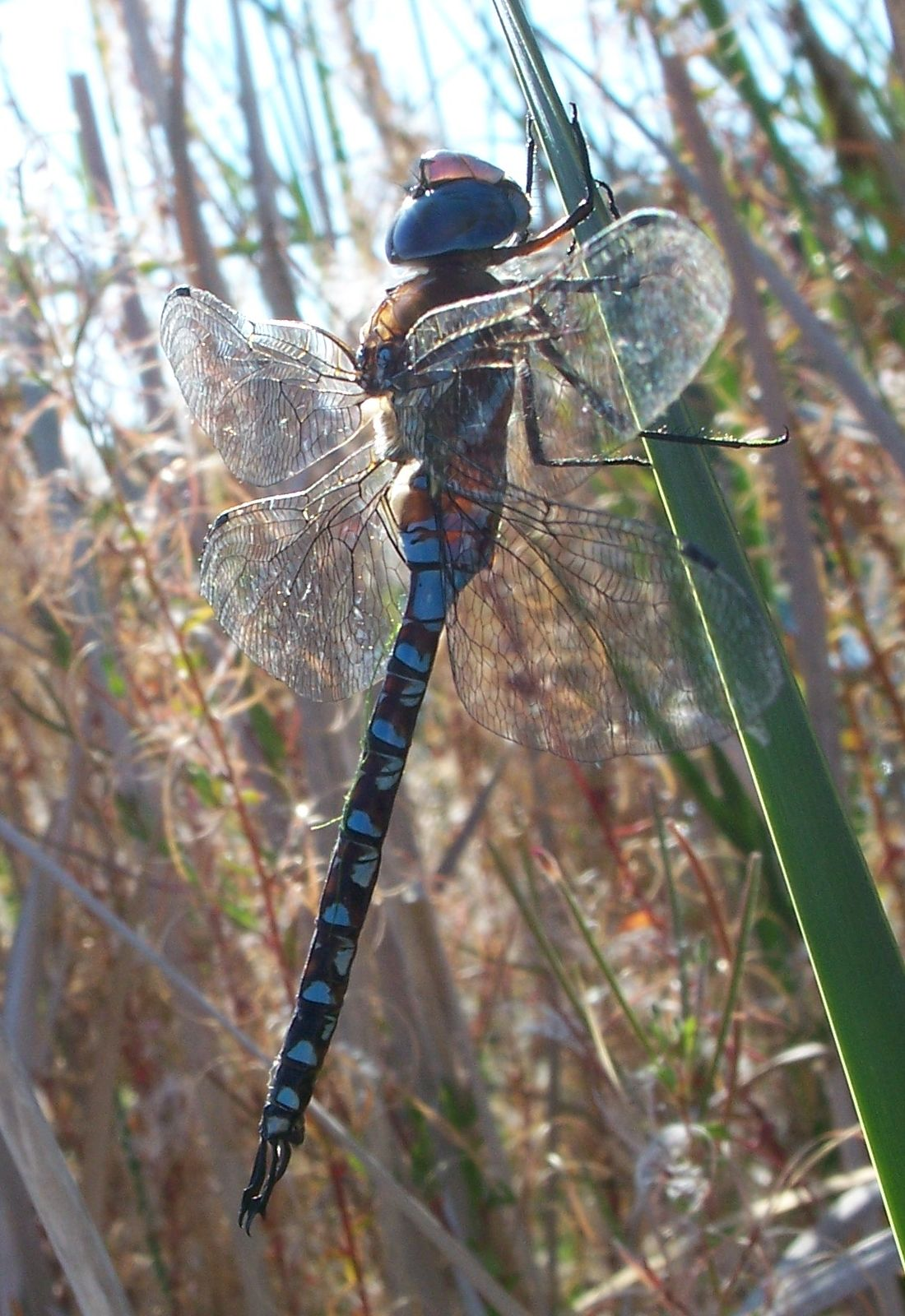
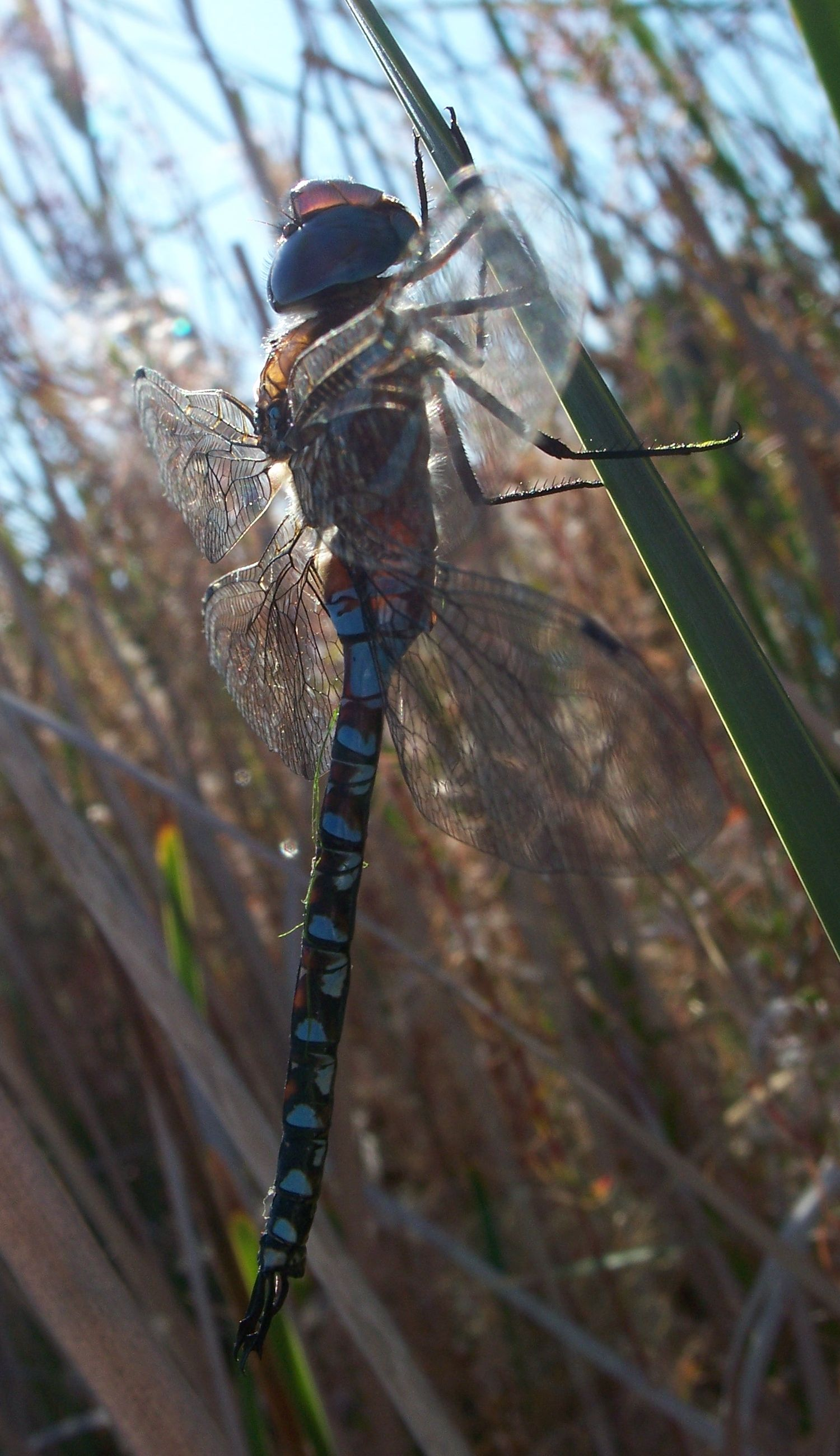
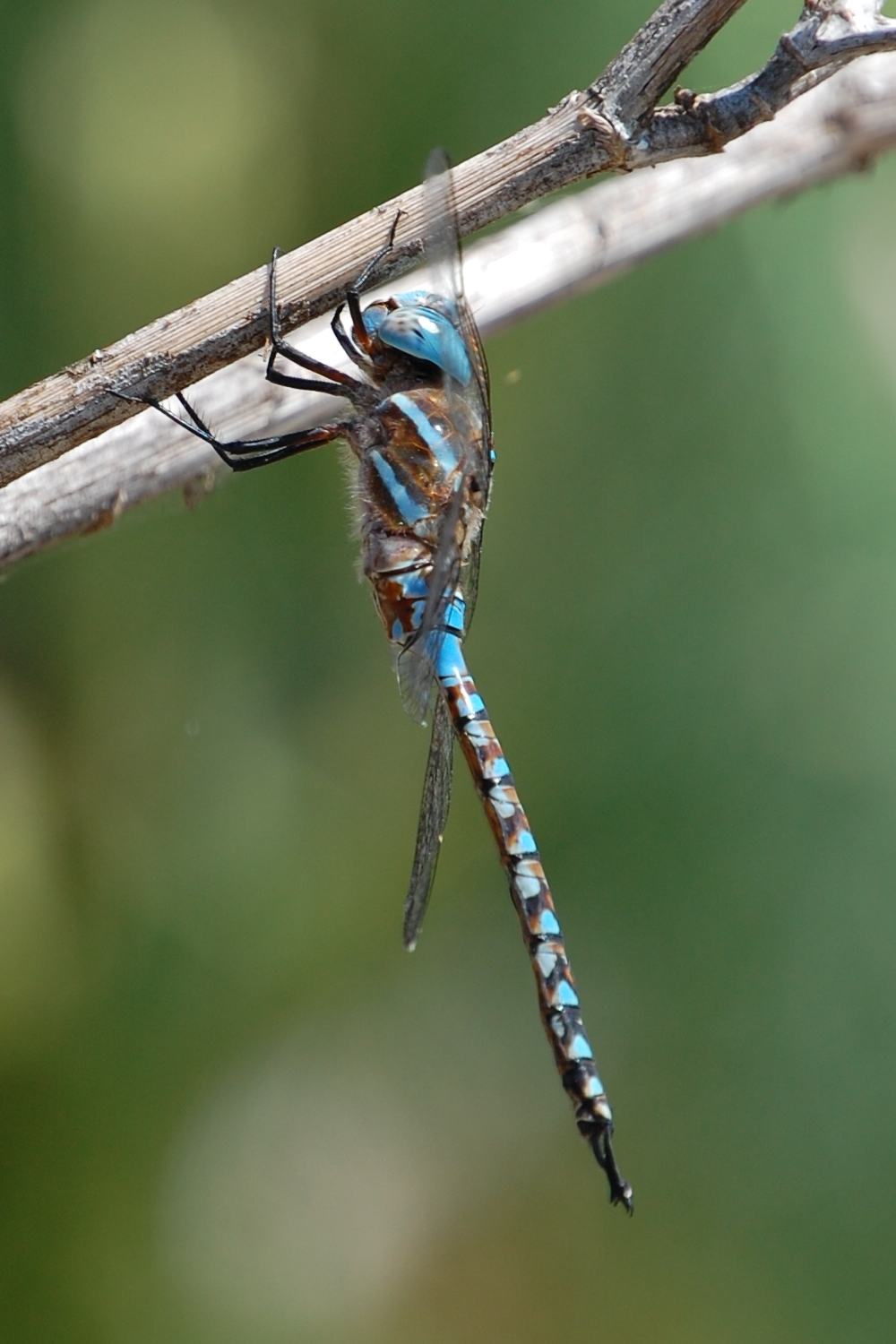
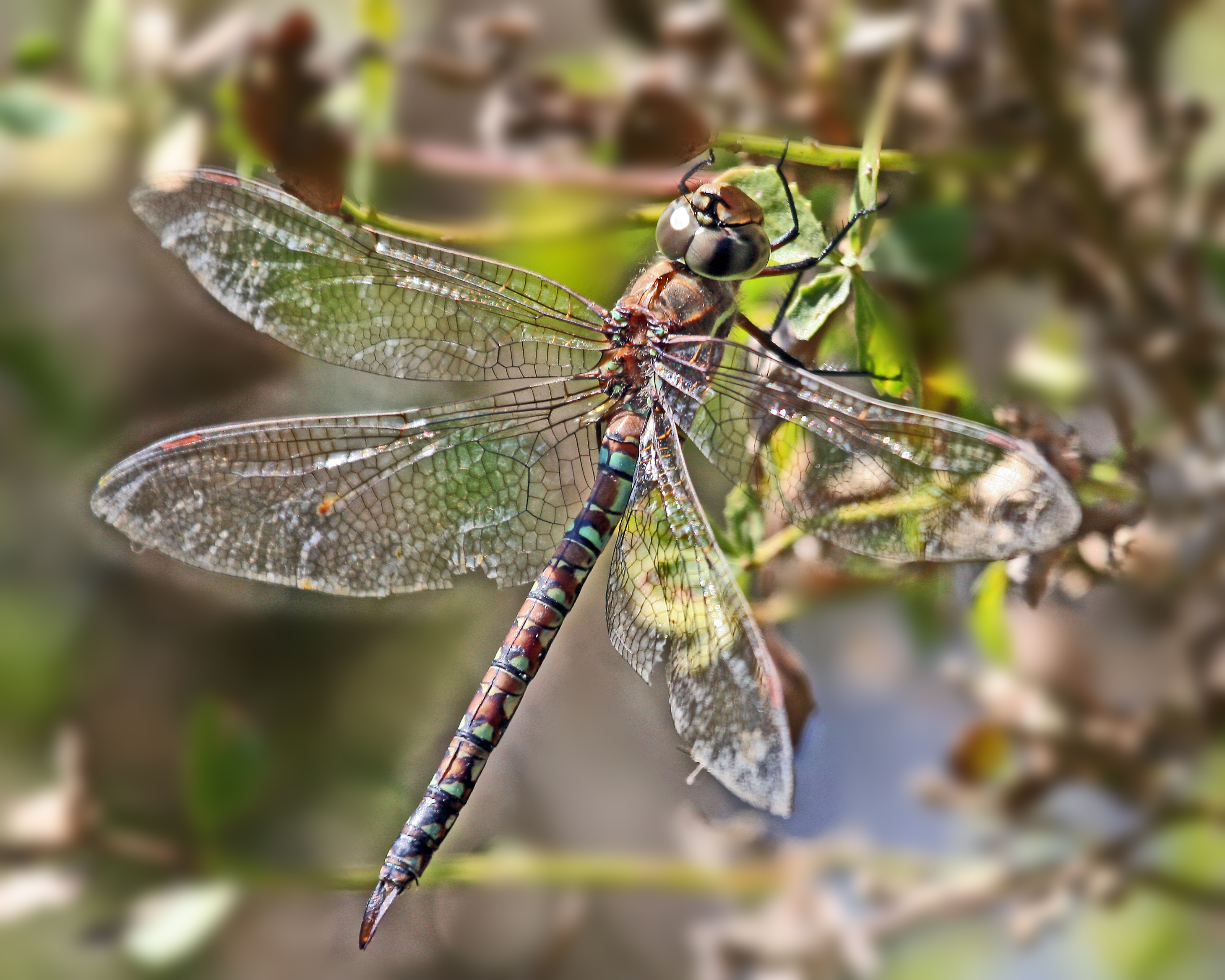